# Halowe Mistrzostwa Czech w Lekkoatletyce 2007
Halowe Mistrzostwa Czech w Lekkoatletyce w 2007 – halowe zawody lekkoatletyczne organizowane przez Český atletický svaz, które odbyły się 24 i 25 lutego w Pradze.

## Rezultaty
| SB – najlepszy wynik w sezonie \| NR – halowy rekord kraju |

### Mężczyźni
| Konkurencja               | 1. miejsce                                                     | Rezultat | 2. miejsce                                                          | Rezultat | 3. miejsce                                                        | Rezultat |
| Bieg na 60 m              | Ondřej Kozlovský                                               | 6,80     | Jaroslav Šmotek                                                     | 6,82     | Libor Žilka                                                       | 6,85     |
| Bieg na 200 m             | Jiří Vojtík                                                    | 21,05    | Jan Schiller                                                        | 21,61    | Lukáš Mánek                                                       | 21,70    |
| Bieg na 400 m             | Filip Klvaňa                                                   | 47,39    | Rudolf Götz                                                         | 47,42    | Michal Uhlík                                                      | 47,62    |
| Bieg na 800 m             | Jaroslav Růža                                                  | 1:50,29  | Jiří Doupovec                                                       | 1:50,99  | Petr Ondroušek                                                    | 1:51,20  |
| Bieg na 1500 m            | Vladimír Bartůněk                                              | 4:01,03  | Jakub Holuša                                                        | 4:02,96  | Petr Doubravský                                                   | 4:03,29  |
| Bieg na 3000 m            | Václav Janoušek                                                | 8:16,62  | Zdeněk Medlík                                                       | 8:20,55  | František Zouhar                                                  | 8:21,29  |
| Bieg na 60 m przez płotki | Petr Svoboda                                                   | 7,77     | Stanislav Sajdok                                                    | 7,87     | Martin Pokorný                                                    | 8,06     |
| Sztafeta 4 × 400 m        | Olymp Praha Petr Braniš Tomáš Matyska Ondřej Daněk Marek Hrubý | 3:13,62  | Slavia Praha Jindřich Šimánek Petr Habásko Rudolf Götz Michal Uhlík | 3:13,73  | Slavia Praha B Petr Šarapatka Tomáš Pelc Tomáš Bošek Jan Schiller | 3:19,54  |
| Skok wzwyż                | Svatoslav Ton                                                  | 2,25     | Jaroslav Bába                                                       | 2,16     | Dalibor Hon                                                       | 2,16     |
| Skok o tyczce             | Adam Ptáček                                                    | 5,49     | Jan Kudlička                                                        | 5,43     | Michal Balner                                                     | 5,36     |
| Skok w dal                | Štěpán Wagner                                                  | 7,70     | Roman Novotný                                                       | 7,59     | Tomáš Pour                                                        | 7,48     |
| Trójskok                  | Petr Hnízdil                                                   | 15,96    | Jan Rapsa                                                           | 15,10    | Ondřej Hanuš                                                      | 15,03    |
| Pchnięcie kulą            | Remigius Machura                                               | 18,96    | Jan Marcell                                                         | 17,60    | Vladislav Tuláček                                                 | 17,29    |
| Siedmiobój                | Josef Karas                                                    | 5753     | Dominik Špiláček                                                    | 5436     | David Sazima                                                      | 5419     |

### Kobiety
| Konkurencja               | 1. miejsce                                                                      | Rezultat | 2. miejsce                                                                        | Rezultat | 3. miejsce                                                                   | Rezultat |
| Bieg na 60 m              | Štěpánka Klapáčová                                                              | 7,46     | Kristina Bažatová                                                                 | 7,47     | Iveta Mazáčová                                                               | 7,48     |
| Bieg na 200 m             | Kateřina Čechová                                                                | 24,04    | Štěpánka Klapáčová                                                                | 24,05    | Iveta Mazáčová                                                               | 24,23    |
| Bieg na 400 m             | Zuzana Hejnová                                                                  | 53,49    | Jitka Bartoničková                                                                | 53,55    | Eva Follnerová                                                               | 55,61    |
| Bieg na 800 m             | Petra Lochmanová                                                                | 2:11,88  | Kateřina Blažková                                                                 | 2:12,44  | Tereza Šedivá                                                                | 2:13,23  |
| Bieg na 1500 m            | Marcela Lustigová                                                               | 4:28,77  | Tereza Čapková                                                                    | 4:30,02  | Lenka Všetečková                                                             | 4:34,17  |
| Bieg na 3000 m            | Lenka Všetečková                                                                | 9:41,21  | Lucie Sárová                                                                      | 9:43,62  | Lucie Müllerová                                                              | 9:49,79  |
| Bieg na 60 m przez płotki | Lucie Martincová                                                                | 8,15     | Petra Seidlová                                                                    | 8,36     | Michaela Hejnová                                                             | 8,40     |
| Sztafeta 4 × 400 m        | USK Praha Lucie Koldcsiterová Marcela Lustigová Petra Lochmanová Zuzana Hejnová | 3:48,15  | TEPO Kladno Markéta Plzeňská Martina Klesnilová Eliška Klučinová Sylvie Slavíková | 3:53,85  | Olymp Praha Tereza Straková Veronika Loužecká Petra Štěpánková Tereza Šedivá | 3:54,09  |
| Skok wzwyż                | Nela Severová                                                                   | 1,79     | Hana Pecková                                                                      | 1,79     | Kateřina Konvalinková                                                        | 1,74     |
| Skok o tyczce             | Kateřina Baďurová                                                               | 4,55     | Pavla Rybová                                                                      | 4,50     | Jiřina Ptáčníková                                                            | 3,99     |
| Skok w dal                | Kateřina Líbalová                                                               | 6,22     | Martina Darmovzalová                                                              | 6,12     | Zuzana Bičíková                                                              | 6,07     |
| Trójskok                  | Martina Darmovzalová                                                            | 13,24    | Iva Vedralová                                                                     | 13,00    | Jaroslava Vaněčková                                                          | 12,79    |
| Pchnięcie kulą            | Jana Kárníková                                                                  | 15,96    | Andrea Valešová                                                                   | 15,12    | Kamila Hlaváčová                                                             | 14,96    |
| Pięciobój                 | Zuzana Hejnová                                                                  | 4146     | Michaela Hejnová                                                                  | 4014     | Kateřina Konvalinková                                                        | 3935     |